# Camp del Corb
El Camp del Corb és una plana agrícola del terme municipal de Bigues i Riells, al Vallès Oriental, en territori del poble de Riells del Fai.
És a l'oest/sud-oest del poble, a la dreta del Tenes, just a ponent d'on arriba per l'esquerra a aquest riu el torrent de Llòbrega. És a ponent del Molí de la Pineda, al sud-est de la Roca Rodona i al nord-oest del Pujol.